# پائولینیو (بازیکن فوتبال، زاده اوت ۱۹۸۳)
پائولینیو (انگلیسی: Paulinho؛ زادهٔ ۲۴ اوت ۱۹۸۳) بازیکن فوتبال اهل برزیل است.
از باشگاه‌هایی که در آن بازی کرده‌است می‌توان به باشگاه فوتبال ویتوریا ستوبال، باشگاه فوتبال آپولون لیماسول و باشگاه ورزشی ویتوریا اشاره کرد.